# Antoine Pagi
Pour les articles homonymes, voir Pagi.
Antoine Pagi (31 mars 1624 à Rognes - 5 juin 1699 à Aix-en-Provence) est un historien et religieux français.

## Biographie
Après avoir étudié chez les Jésuites à Aix-en-Provence, Antoine Pagi entre au monastère des Frères mineurs conventuels à Arles. Il déclare sa profession religieuse le 31 janvier 1641. À l'âge de 29 ans, il est nommé provincial de son ordre, charge qu'il occupe quatre fois.
Il emploie son temps libre à l'étude de l'histoire. Toute sa vie, il recherche des erreurs factuelles et chronologiques dans les Annales ecclesiastici de Cesare Baronio, tout en proposant des corrections. Le premier volume du fruit de son travail est publié en 1689 à Paris. Il complète les trois autres volumes sous forme manuscrite un peu avant sa mort à Aix-en-Provence à l'âge de 75 ans. Son neveu, François Pagi, édite et publie les quatre volumes sous le titre Critica historico-chronologica in universos annales ecclesiasticos em. et rev. Caesaris Card. Baronii. Mansi l'insère dans ses Annales de Baronio (Lucca, 1736–59).

## Œuvres
- Dissertatio hypatica, seu de consulibus Caesareis ex occasione inscriptionis Forojuliensis Aureliani Augusti... (Lyon, Anisson et J. Posuel, 1682), qui est aussi inséré dans Apparatus in Annales ecclesiasticos (Lucca, 1740), p. 1-136;
- Critica historico-chronologica in Annales ecclesiasticos  eminent[issi]mi et reverend[issi]mi Cæsaris cardinalis Baronii, illustrissimi & reverendissimi Henrici Spondani, appamiarum episcopi, ejus epitomatoris, ordine servato : in qua rerum narratio defenditur, illustratur, suppletur ; ordo temporum corrigitur, innovatur, & periodo Græco-Romana nunc primùm concinnata munitur. Opus non solum Annales ecclesiasticos, horumque Epitomem legentibus ; sed etiam omnibus antiquitatis studiosis necessarium. Auctore R. P. Antonio Pagi, doctore theologo, Ordinis Minorum convent. S. Francisci, Paris, "apud viduam Edmundi Martin, Joannem Boudot, & Stephanum Martin, viâ Jacobæa, sub Sole aureo", 1689 (Genève, 1705 ; seconde édition, 1727)
- Dissertatio de die et anno mortis S. Martini ep. turonensis et quelques courts ouvrages pour défendre son Dissertatio hypatica, dans lequel il a posé des règles pour établir le consulat des empereurs romains, règles rejetées par le cardinal Henry Noris et d'autres.